# Comuna Hreakove, Ciutove
Hreakove (în ucraineană Грякове) este o comună în raionul Ciutove, regiunea Poltava, Ucraina, formată din satele Dondasivka, Hreakove (reședința) și Nove Hreakove.

## Demografie
Componența lingvistică a comunei Hreakove
     Ucraineană (94,23%)
     Rusă (4,27%)
     Română (1,27%)
     Alte limbi (0,23%)
Conform recensământului din 2001, majoritatea populației comunei Hreakove era vorbitoare de ucraineană (94,23%), existând în minoritate și vorbitori de rusă (4,27%) și română (1,27%).